# Petronax de Monte Cassino
San Petronax (Brescia, c. 670 - Montecasino, 7 de mayo de 747), Abad de Montecasino, pertenecía a una poderosa familia noble de la región de Nápoles.
Movido por el deseo de vida religiosa, decidió gastar toda su hacienda en la restauración de Montecasino, monasterio benedictino situado en la cima del mismo nombre, desde la cual se domina la ciudad italiana de Cassino, situada al noroeste de Nápoles. 
El año 717, Petronax vivía con unos cuantos ermitaños venidos de Latera a las ruinas del convento de Montecasino destruido por los longobardos (581) y sarracenos cuando recibió del Papa Gregorio II instrucciones de reconstruir el convento. Petronax se convirtió así en el Abad del convento y recibió en 742 la regla de San Benito del Papa San Zacarías.
De esta manera surgió de nuevo el gran monasterio de Montecasino, cuna de la orden benedictina.